# 1956 en aéronautique
Chronologie de l'aéronautique
- 1952
- 1953
- 1954
- 1955
- 1956
- 1957
- 1958
- 1959
- 1960

Cet article présente les faits marquants de l'année 1956 en aéronautique.

## Événements

### Janvier
- 6 janvier : Début du Projet Genetrix, des ballons de haute altitude de photo-reconnaissance américains effectue des reconnaissances aériennes du bloc de l'Est et de la Chine[1].

### Mars
- 2 mars : création des forces aériennes royales marocaines.
- 10 mars : nouveau record de vitesse en avion signé par le Britannique Peter Twiss sur Fairey Delta 2 : 1 822 km/h[2].
- 12 mars : premier vol du Brochet MB-110.

### Avril
- 23 avril : premier vol de l'avion de transport américain Douglas C-133 Cargomaster.

### Mai
- 15 mai : premier vol de l'avion Dassault Super Mystère B2.

- 21 mai : un Boeing B-52 Stratofortress largue la première bombe à hydrogène américaine d'un avion sur l'atoll de Bikini.

### Juin
- 12 juin : premier vol du Dassault Mirage III.
- 30 juin : collision aérienne entre un Lockheed Constellation de la TWA et un Douglas DC-7 de United Airlines, 128 morts. C'est la première catastrophe aérienne de l'aviation civile dont le bilan dépasse les 100 morts.

### Juillet
- 23 juillet : premier vol du prototype de l'Étendard II construit par Dassault.

### Août
- 6 août : premier vol du Beechcraft Travel Air.
- 9 août : premier vol du prototype de l'Aeritalia G-91 construit par FIAT.
- 31 août : premier vol de l'avion ravitailleur KC-135.

### Septembre
- 4 septembre : Record d'altitude atteint par l'avion expérimental américain Bell X-2 a 38 466 m.
- 15 septembre : le Tupolev Tu-104 entre en service dans l'Aeroflot.
- 24 septembre : l'Allemagne de l'Ouest se dote d'une nouvelle armée de l'air.
- 27 septembre : crash du Bell X-2, après avoir atteint la vitesse record de mach 3,2, entraînant la mort de son pilote Milburn G. Apt.

### Octobre
- 27 octobre : des troupes israéliennes sont parachutées dans le Sinaï, à la suite d'un accord secret entre Israël, la France et le Royaume-Uni, afin de reprendre le canal de Suez.
- 31 octobre : intervention des armées britannique et française sur le canal de Suez.

### Novembre
- 11 novembre : premier vol du prototype de bombardier stratégique américain Convair B-58 Hustler.
- 17 novembre : premier vol du prototype du chasseur français Dassault Mirage III.

### Décembre
- 17 décembre : premier vol de l'avion-radar américain Grumman E-1 Tracer.
- 26 décembre : premier vol de l'intercepteur américain Convair F-106 Delta Dart.